# Tympanogaster mysteriosa
Tympanogaster mysteriosa är en skalbaggsart som beskrevs av Perkins 2006. Tympanogaster mysteriosa ingår i släktet Tympanogaster och familjen vattenbrynsbaggar. Inga underarter finns listade i Catalogue of Life.